# Martin Kamen
Martin Kamen (27 août 1913 - 31 août 2002) est un chimiste américain, codécouvreur avec Samuel Ruben, en 1940, du carbone 14.

## Biographie
Kamen est né à Toronto, au Canada. Docteur de chimie physique à l’université de Chicago en 1936, il intègre l’équipe d’Ernest Lawrence au Radiation Laboratory de Berkeley. Comme radiochimiste, il est chargé de la production des radioisotopes par le cyclotron. En 1937, il rencontre Samuel Ruben alors étudiant en chimie auprès de Willard Frank Libby. Kamen et Ruben travaillent sur le mécanisme de la photosynthèse en utilisant comme traceur biologique du carbone 11. Le 27 février 1940, ils produisent pour la première fois du carbone 14 en quantité suffisante pour pouvoir mesurer son activité.
Pendant la Seconde Guerre mondiale, Kamen reste à Berkeley et participe au projet Manhattan qui vise à fabriquer la bombe atomique. Ses travaux, qui ont pour nom de code « Beta process », portent sur le recyclage de l’uranium 235. En juillet 1944, il doit démissionner à la demande des services secrets de l’armée américaine qui, à cause de ses affinités de gauche, le soupçonnent de menacer la sécurité du projet Manhattan. Il travaille sur un chantier naval jusqu’au printemps 1945 où il est engagé pour superviser le cyclotron de la Medical School de l’université de Washington. Après un long combat juridique, il est réhabilité en 1955.

## Honneurs
- Prix mondial des sciences Albert-Einstein en 1989
- Prix Enrico-Fermi en 1995.